# 삼중점
삼중점(三重點, triple point)은 세 상(예:고체, 액체, 기체)이 서로 열역학적 균형을 유지하는 상태의 압력과 온도를 말한다. 열역학에서 물질의 삼중점은 해당 물질의 세 가지 상(기체, 액체, 고체)이 열역학적 평형 상태로 공존하는 온도와 압력이다. 승화, 융해, 기화 곡선이 만나는 온도와 압력이다. 예를 들어, 수은의 삼중점은 -38.8°C(-37.8°F)의 온도와 0.165mPa의 압력에서 발생한다.
고체, 액체 및 기체상의 삼중점 외에도 삼중점은 다중 다형체를 갖는 물질의 경우 하나 이상의 고체상을 포함할 수 있다. 헬륨-4는 승화/증착 곡선이 없으므로 고체상이 기체상과 만나는 삼중점이 없다는 점에서 특이한다. 대신에 증기-액체-초유체점, 고체-액체-초유체점, 고체-고체-액체점, 고체-고체-초유체점을 가지고 있다. 이들 중 어떤 것도 삼중점이 아닌 람다점(Lambda Point)과는 구별된다.
물의 삼중점은 국제 단위계(SI)의 열역학적 온도의 기본 단위인 켈빈을 정의하는 데 사용되었다. 물의 삼중점 값은 측정이 아닌 정의에 의해 고정되었지만 2019년 SI 기본 단위가 재정의되면서 변경되었다. 여러 물질의 삼중점은 수소 삼중점(13.8033 K)부터 물 삼중점(273.16 K, 0.01 °C 또는 32.018 °F)에 이르는 ITS-90 국제 온도 범위의 지점을 정의하는 데 사용된다.
"삼중점"이라는 용어는 1873년 로드 켈빈(Lord Kelvin)의 형제인 제임스 톰슨에 의해 만들어졌다.

## 삼중점의 형태

녹색 실선은 일반적인 물질의 융해/응고 곡선이고, 점선은 물의 것을 나타낸다. 물의 비정상성을 참고하라. 고압에서는 물의 다른 고체상이 있으나, 생략되었다.

삼중점은 상평형 그림에서 세 상전이 곡선이 만나는 점이다. 고체, 액체, 기체가 공존하는 삼중점에서는 융해 곡선, 증기 압력 곡선, 승화 곡선이 만나는 점이 된다.

## 삼중점에서 물질이 나타내는 현상
물질은 삼중점에 있을 때 세 상이 공존한다. 상변화와 유사하게, 이 상들은 상호 평형을 이룬다. 고체, 액체, 기체가 공존하는 삼중점에서 냉각할 경우 기체가 점점 액체와 고체가 되며 가열할 경우 고체와 액체가 점점 기체가 된다. 또한 압력을 가하면 기체와 액체가 고체로 되며(물의 상황은 특별함으로 아랫글 참조)압력을 낮추면 고체와 액체가 기체로 변한다. 상평형을 이루는 곡선들은 대개 압력이나 온도축에 평행하지 않은 각도로 삼중점에 접하기 때문에 압력이나 온도만 변화시켜서는 곧 하나의 상만 얻을 수 있으나, 압력과 온도를 적당히 동시에 변화시킨다면 두 상에 있는 물질을 얻을 수 있다. 반대로 상태 변화 중에 있는 물질을 그에 해당하는 곡선에 따라 이동시킨다면 나머지 하나의 상이 생기는데, 삼중점에 다다른 것이다.

### 물의 삼중점
물은 강한 수소 결합을 이루기 때문에 응고하면서 부피가 증가하며, 다른 물질들과 달리 융해 곡선이 온도-압력에 대해 음(-)의 방향으로 기울어 있다. 얼음판 위에서 스케이트를 탈 수 있는 까닭이기도 하다(날에 의해 체중이 얼음에 실리면서 압력을 받았을 때 어는점이 현재 온도보다 낮아지면 표면의 얼음이 녹게 되고 스케이트 날이 미끄러진다). 물의 고체상인 얼음은 다양한 형태가 존재하여, 다른 삼중점들도 있다. 물의 고체 액체 기체가 공존하는 삼중점은 273.16K(0.01 °C, 32.02 °F), 611.657Pa (6.11657 mbar, 0.00603659 atm)이다. 물을 구성하는 수소와 산소는 동위원소를 가지므로, 실제로는 빈 표준 평균 바닷물이라는 정해진 동위원소 비율을 가지는 물의 삼중점을 기준으로 한다.

## 같이 보기
- 상 (물리학)
- 상규칙
- 상평형 그림
- 온도
  - 녹는점
  - 끓는점
  - 임계점 (열역학)